# Гарнієрит

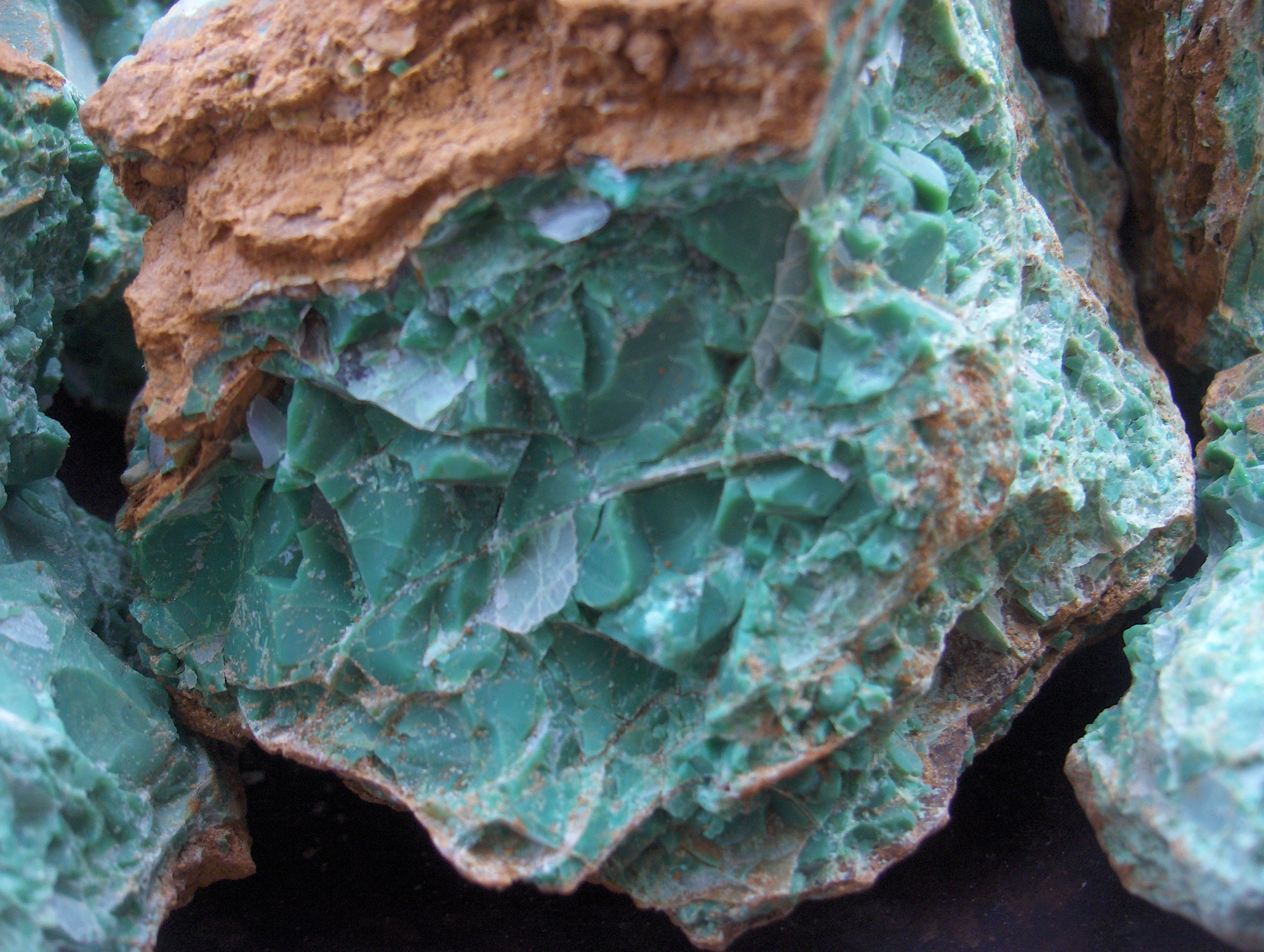
Гарнієрит

Гарнієрит (рос. гарниерит; англ. garnierite; нім. Garnierit m) — мінерал класу силікатів, проміжний член в ізоморфній серії серпентин Mg6(OH)8[Si4O10] — непуїт Ni6(OH)8[Si4O10], приховано-кристалічна нікелиста відміна хризоліту.

## Етимологія та історія
Назва — від імені французького геолога Ж. Ґарньє. Названий в 1875 році Едвардом Даніелом Кларком на честь французького геолога Жюля Гарньє, який вперше відкрив цю руду в 1864 році в Новій Каледонії. Оскільки мінерал знайдений у великих кількостях поблизу столиці Нумеа, синонім — нумеїт (Nouméait) (Archibald Liversidge, 1874).

## Загальний опис
Містить 15-45 % NiO, до 15 % MgO. Домішки: Fe, Cr, Al, Mn.
Сингонія моноклінна.
Структура шарувата.
Колір від яблучно-зеленого до зеленувато-жовтого.
Блиск матовий.
Іноді жирний на дотик. Гідрофобний.
Твердість 2,5-3,5.
Густина 2,3-2,8.
На повітрі втрачає воду і розсипається в порошок.
Утворюється при вивітрюванні ультраосновних порід. Рідкісний.
Зустрічається в асоціації з галуазитом, тальком, непуїтом, сепіолітом, опалом, лімонітом. Є родовища на Уралі, в Новій Каледонії.
Гарнієрит — складова частина силікатних нікелевих руд.